# باغلة عليا (مقاطعة تشرداول)
باغلة عليا (بالفارسية: باغله علیا) هي قرية تقع في قسم شباب الريفي (مقاطعة تشرداول) في إيران. يقدر عدد سكانها بـ 239 نسمة .